# Ajman One Towers
Die Ajman One Towers bilden einen Komplex von zwölf Wohnhochhäusern mit etwa 3000 Appartements im Emirat Adschman, einem Teil der Vereinigten Arabischen Emirate. Die Baukosten betrugen 2,7 Milliarden Dirham (735 Millionen US-Dollar). Die 2009 geplante Eröffnung verzögerte sich um mehrere Jahre. Inhaber ist das Unternehmen AjmanProperties.
Am 28. März 2016 brach im Turm 8, einem Gebäude mit 30 Stockwerken, ein Brand aus, der das gesamte Gebäude erfasste. Das Feuer griff auf den Wohnturm 6 über. Aufgrund der rechtzeitigen Evakuierung gab es keine Todesfälle. Wenige Monate zuvor hatte sich ein Brand in The Address Downtown Dubai ereignet.
Am 27. Juni 2023 brach ein Feuer im Turm 2 aus. Die Menschen darin konnten sich retten. Der Turm brannte komplett aus.